# Alexej Fjodorovič Orlov
Kníže Alexej Fjodorovič Orlov (rusky: Алексе́й Фёдорович Орло́в; 30. října 1787 – 2. června 1862) byl ruský diplomat, syn hraběte Fjodora Grigorjeviče Orlova. Narodil se v Moskvě. Zúčastnil se všech napoleonských válek od roku 1805 až po dobytí Paříže. Za jeho služby velitele jezdeckého pluku mu byl po povstání v roce 1825 udělen titul hraběte a v turecké válce (1828–1829) získal hodnost generálporučíka.
Od té doby se začal Orlov věnovat kariéře diplomata. Byl ruským zástupcem při vyjednávání Drinopolského míru, a v roce 1833 byl jmenován ruským velvyslancem v Istanbulu. Zároveň zastával funkci vrchního velitele černomořské flotily. Byl jedním z nejdůvěryhodnějších agentů cara Mikuláše I., kterého v roce 1837 doprovázel na zahraniční cestě. Od roku 1844 do roku 1856 měl na starosti nechvalně proslulou Třetí sekci, neboli tajnou policii.
V roce 1854 byl poslán do Vídně, aby během krymské války přivedl Rakousko na ruskou stranu, ale neuspěl. V roce 1856 se podílel na uzavření Pařížského míru. Ve stejném roce získal titul knížete a byl jmenován prezidentem Císařské rady státu a Rady ministrů. V roce 1857, během císařovy nepřítomnosti, předsedal komisi zabývající se otázkou emancipace nevolníků, ke které se ovšem stavěl nepřátelsky. Zemřel v Petrohradě.
Orlova si svými satirickými verši dobíral Alexandr Puškin, který tvrdil, že Orlovova milenka, tanečnice Istomina, mohla vidět jeho penis pouze mikroskopem. 